# Georgetown, Chatham County, Georgia
Georgetown är en ort (CDP) i Chatham County, i delstaten Georgia, USA. Enligt United States Census Bureau hade orten en folkmängd på 11 823 invånare år 2010 och en landarea på 21,3 km².